# Chiroderma salvini
Chiroderma salvini (Dobson, 1878) è un pipistrello della famiglia dei Fillostomidi diffuso nell'America centrale e meridionale.

## Descrizione

### Dimensioni
Pipistrello di medie dimensioni, con la lunghezza della testa e del corpo tra 70 e 87 mm, la lunghezza dell'avambraccio tra 48 e 52 mm, la lunghezza del piede tra 12 e 15 mm, la lunghezza delle orecchie tra 17 e 20 mm e un peso fino a 36 g.

### Aspetto
La pelliccia è densa e cosparsa di peli più lunghi. Le parti dorsali sono marroni scure con una striscia dorsale biancastra talvolta poco visibile che si estende dalla zona tra le spalle fino alla groppa, mentre le parti ventrali sono bruno-grigiastre. I peli sono tricolori. Il muso è corto e largo. La foglia nasale è ben sviluppata, lanceolata, marcata di giallo e con la porzione inferiore separata dal labbro superiore. Due strisce bianche ben distinte sono presenti su ogni lato del viso, la prima si estende dall'angolo esterno della foglia nasale fino a dietro l'orecchio, mentre la seconda parte dall'angolo posteriore della bocca e termina alla base del padiglione auricolare.  Le orecchie sono marcate di giallo alla base. Le ali sono attaccate posteriormente sui metatarsi. È privo di coda, mentre l'uropatagio è ben sviluppato, con il margine esterno a forma di U e densamente ricoperto di peli sulla superficie dorsale. Il cariotipo è 2n=26 FN=48.

## Biologia

### Comportamento
Si rifugia nelle cavità degli alberi e in grandi foglie modificate formando piccoli gruppi.

### Alimentazione
Si nutre di frutta.

### Riproduzione
Sono presenti due periodi riproduttivi.

## Distribuzione e habitat
Questa specie è diffusa dal Messico nord-occidentale, attraverso l'America centrale e la parte nord-occidentale dell'America meridionale fino alla Bolivia nord-occidentale e centrale.
Vive nelle foreste pluviali tropicali e in altri tipi di ambienti umidi subtropicali e secchi tra 600 e 2.240 metri di altitudine.

## Tassonomia
Sono state riconosciute 2 sottospecie:
- C.s.salvini: Costa Rica, Panama, Venezuela settentrionale e nord-occidentale, Colombia settentrionale e occidentale, Ecuador settentrionale, Perù meridionale, Bolivia nord-occidentale e centrale, stati brasiliani occidentali di Rondônia e Mato Grosso[4];
- C.s.scopaeum (Handley, 1966): Messico, dallo stato nord-occidentale del Tamaulipas fino allo stato meridionale del Chiapas, Guatemala, Honduras, El Salvador, Nicaragua centrale.

## Conservazione
La IUCN Red List, considerato il vasto areale e la popolazione presumibilmente numerosa, classifica C.salvini come specie a rischio minimo (Least Concern)).